# 梅斯赫奈特
在古埃及神话中，梅斯赫奈特(也拼写为Mesenet、Meskhent 和 Meshkent)是生育女神及每个孩子的“卡”(护卫灵)，灵魂的创造者，是他们灵魂的一部分，在孩子出生那一刻就无声无息地进入他们的身体。她是埃及人最早崇拜的神。

## 神话传说
在古埃及，妇女分娩时要蹲在一对被称为出生砖的砖块上的，而梅斯赫奈特是与这种生育形式相关联的女神。因此，在画像中，她有时被描绘为砖身女首，头戴母牛子宫的样子。在其他时候，她被描绘成一个头顶象征母牛子宫头饰的女人。
由于她负责创建“卡”，她也与命运有关，因此，后来她有时被说成是莎伊(Shai)，一个由抽象的神而演变出的命运女神。
梅斯赫奈特突出的形象，是保留在文献片断中的古代民间故事，该故事讲叙了第五王朝前三位国王：乌塞尔卡弗(Userkaf)、萨胡拉(Sahure)和内弗尔卡拉(Neferirkare Kakai)的降生过程，故事讲到这三胞胎，每当他们中的一人降生时，梅斯赫奈特都会出现一次，并预言他将成为埃及国王。

## 崇拜
| Aa1 | F31 | s | B1 | pr |

它主要在孟菲斯和赫里奥波里斯以伊希斯的形式被供奉。
古埃及人认为人的灵魂有九个部分：
第一个是始前生命阿库(Akh)，位于血液里；
第二个阿布(Ib)位于心脏；
第三个身魂巴(Ba)是死后现身的鬼魂，以鸟的形状飞入或飞出坟墓；
第四个护卫灵卡(Ka)是人在镜子中看到的影像；
第五个叫凯布特(Sheut)，是肉体的影子；
第六个是克哈特(Khat)，是活着的肉体借以在死后复活成肉的物质；
第七个是赛赫姆(sekhem)代表人的生机，与中国"气"的观念类似；
第八个称瑞恩(Ren)，代表秘密或灵魂-名字；
第九个是萨胡(Sahu)，象征心智与精神力量的统一。

## 画廊

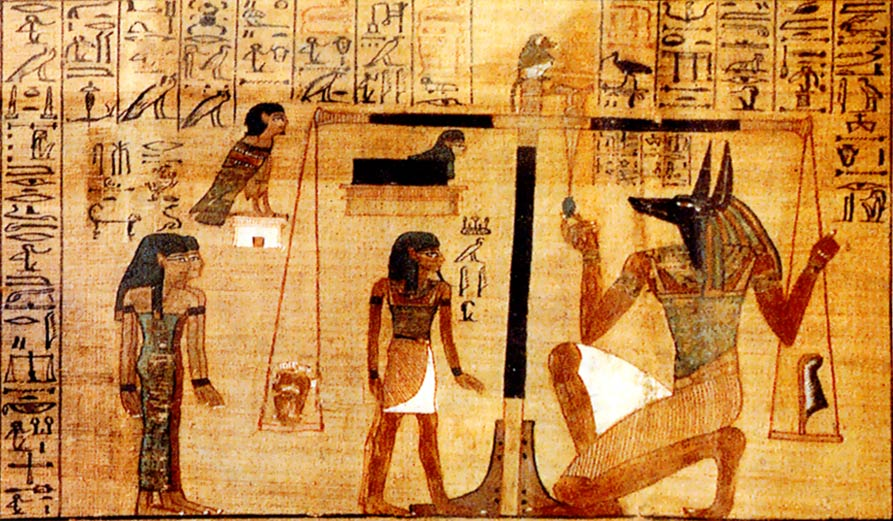
亡灵书: 梅斯赫奈特代表的人首砖(上图中间)。

梅斯赫奈特出生砖形象。
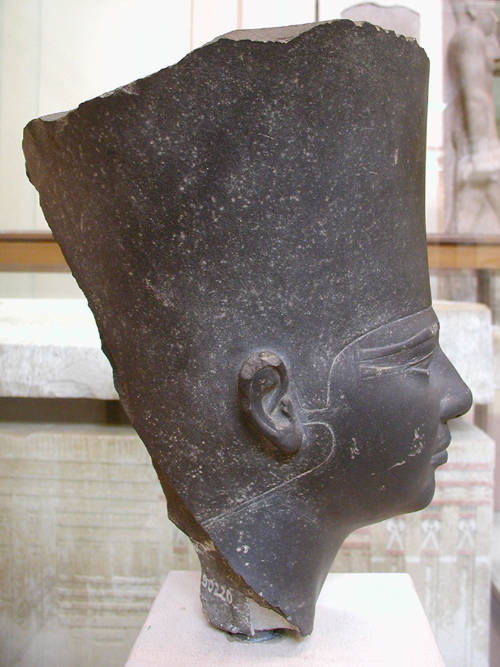
乌塞尔卡弗,传说中的三胞胎之一。
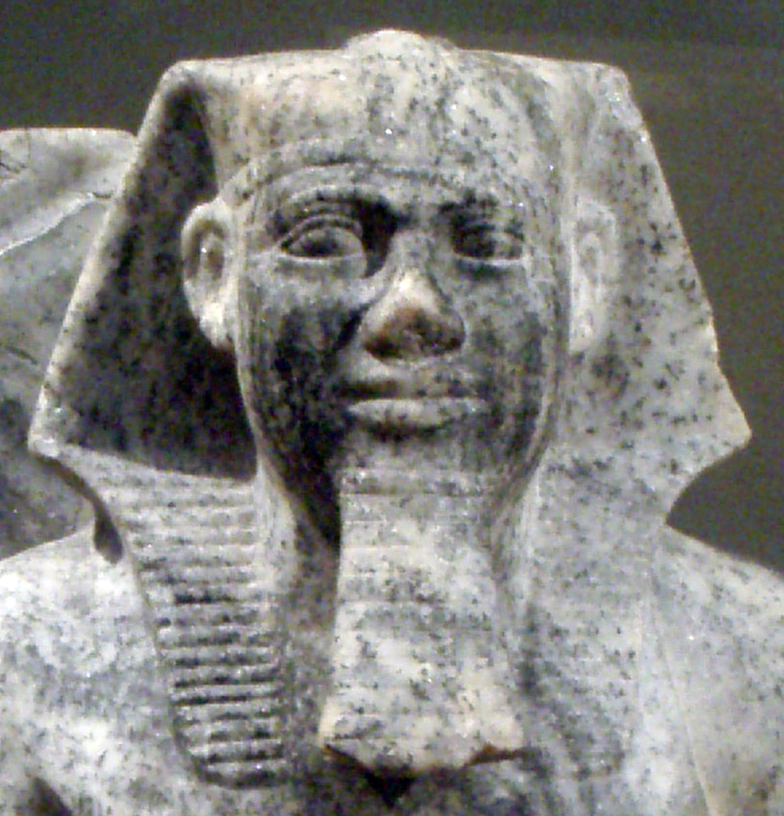
萨胡拉，传说中三胞胎中的另一个。

## 參看
- 塔沃里特
- 埃及神话人物列表

## 註解
1. 1 2  威尔金森,理查德·H. . 伦敦: 泰晤士及哈德逊. 2003: 152–153. ISBN 0-500-05120-8.
2. ↑  里希特海姆,米丽娅姆. . 伯克利: 加利福尼亚大学出版. 2006: 220–222. ISBN 978-0-520-24842-7.